# Søren Tengstedt
Søren Østergaard Tengstedt (Nibe, 30 juni 2000) is een Deense professioneel voetballer die bij voorkeur als aanvaller speelt. Op 27 januari 2024 tekende hij voor drie jaar bij Go Ahead Eagles.

## Clubcarrière

### Jeugdjaren
Tengstedt speelde in zijn kinderjaren bij de voetbalclub uit zijn geboorteplaats, Nibe Boldklub. Hier werd hij jarenlang getraind door zijn vader, voormalig profvoetballer Kim Tengstedt. Aan het begin van zijn tienertijd maakte hij de overstap naar de jeugd van Aalborg BK. Op 30 juni 2015 tekende hij een contract bij deze club.

### Aalborg BK
Per seizoen 2019/2020 was Tengstedt een vaste speler van de eerste selectie van Aalborg BK. Op 22 september 2019 maakte hij zijn officiële debuut in de wedstrijd tegen FC Nordsjælland. Hij kwam dat seizoen tot 12 wedstrijden, waarin hij 2 keer wist te scoren.

### Aarhus GF
Op 16 juli 2020 tekende Tengstedt een vierjarig contract bij Aarhus GF, uitkomend in de Superligaen. Zijn debuut maakte hij op 27 augustus 2020 in de Europa League tegen FC Honka, waarin hij meteen wist te scoren. In anderhalf seizoen speelde hij slechts 12 wedstrijden in de Deense competitie, waarin hij niet wist te scoren.

### Silkeborg IF
Zijn meest succesvolle jaren tot nu toe beleefde Tengstedt bij Silkeborg IF, waar hij op 1 september 2021 een meerjarig contract tekende. Silkeborg was op dat moment net gepromoveerd naar de Deense Superligaen na een afwezigheid van een jaar. Tengstedt maakte zijn debuut voor Silkeborg in de Deense beker tegen Skive IK.

### Go Ahead Eagles
Op 27 januari 2024 werd bekend dat Tengstedt een contract had getekend tot 1 juli 2027 bij Go Ahead Eagles met de optie voor nog een jaar. Hij maakte zijn debuut in de IJsselderby tegen PEC Zwolle op 11 februari 2024. Hij kwam in de 54e minuut in het veld voor Oliver Edvardsen.

## Erelijst

### Go Ahead Eagles
KNVB Beker:
- Winnaar (1): 2024/25